# La llegenda de Lylah Clare
 La llegenda de Lylah Clare  (original:The Legend of Lylah Clare) és una pel·lícula estatunidenca dirigida per Robert Aldrich, estrenada el 1968 i doblada al català

## Argument[2]
Elsa Brickmann és una jove que somia esdevenir actriu. La seva ídol: Lylah Clare, estrella de Hollywood desapareguda fa més de vint anys en circumstàncies particularment tèrboles.
Per la seva semblança estranya amb la difunta, és localitzada per interpretar el mateix paper de Lylah en una pel·lícula autobiogràfica dirigida pel director llegendari (i ex-marit de Lylah): el tirànic i despietat Louis Zarkan. Elsa descobreix els fons de la indústria cinematogràfica hollywoodienca i la fauna macabra que la pobla (empresari cancerós, productor vulgar, cineasta egocèntric, xerraire satànica...).
A més, la personalitat monstruosa de Lylah Clare marcarà molt de pressa el fràgil caràcter de la pobra Elsa...

## Repartiment
- Kim Novak: Lylah Clare/Elsa Brinkmann
- Peter Finch: Lewis Zarken
- Ernest Borgnine: Barney Sheean
- Milton Selzer: Bart Langner
- Rossella Falk: Rossella
- Gabriele Tinti: Paolo
- Valentina Cortese: Bozo Bedoni
- Michael Murphy: Mark Peter Sheean
- Coral Browne: Molly Luther

## Al voltant de la pel·lícula
- És la darrera pel·lícula on Kim Novak va ser la protagonista.
- La pel·lícula s'inscriu en la línia de les produccions que denuncien la indústria del cinema hollywoodienc.
- La pel·lícula cita de manera directa: Rebecca, Sunset Boulevard i Vertigen.
- Robert Aldrich va posar fi, amb aquesta pel·lícula, a la seva trilogia dedicada al món del cinema. Trilogia que comprenia: The Big Knife (1955), Què se n'ha fet, de Baby Jane? (1962) i The Legend Of Lylah Clare (1968).
- Ernest Borgnine, que fa el paper de productor, és l'actor fetitxe d'Aldrich. Utilitzat com una mena de doble maldestre, l'actor rodarà 6 pel·lícules amb Robert Aldrich.
- George Kennedy, amistosament per a Aldrich, va participar en la pel·lícula en una minúscula aparició.
- Les escenes finals van ser rodades dans les coulisses del plató de rodatge de Lylah Clare. S'hi veu fins i tot el revés de la decoració del Hall d'entrada de la vil·la de Louis Zarkan.
- Josef von Sternberg va servir de model als guionistes per inventar Louis Zarkan.